# Way Out West
Way Out West – album amerykańskiego saksofonisty jazzowego Sonny’ego Rollinsa, wydany po raz pierwszy w 1957 roku z numerem katalogowym C 3530 nakładem Contemporary Records.

## Powstanie
Way Out West nagrano w studio wytwórni Contemporary w Los Angeles. Sesję nagraniową zwołano na godzinę trzecią nad ranem, tak by dostosować ją do terminarzy wszystkich uczestniczących w niej osób. Była to pierwsza sesja Rollinsa w Kalifornii. Produkcją albumu zajął się Lester Koenig.

## Okładka
Zamieszczone na okładce zdjęcie zostało wykonane przez fotografika Williama Claxtona; przedstawia ono Sonny’ego Rollinsa stojącego na pustyni w kapeluszu Stetsona, z kaburą oraz saksofonem trzymanym w lewej ręce zamiast rewolweru; w zamyśle muzyka fotografia miała upamiętnić jego pierwszą wizytę na Zachodnim Wybrzeżu, w domyśle zaś – na „Dzikim Zachodzie”.

## Lista utworów
Opracowano na podstawie materiału źródłowego.
Wydanie LP
Strona A
| Nr | Tytuł utworu                               | Muzyka         | Długość |
| -- | ------------------------------------------ | -------------- | ------- |
| 1. | „I’m an Old Cowhand (From the Rio Grande)” | Johnny Mercer  | 5:43    |
| 2. | „Solitude”                                 | Duke Ellington | 7:51    |
| 3. | „Come, Gone”                               | Sonny Rollins  | 7:52    |
|    |                                            |                | 21:26   |

Strona B
| Nr | Tytuł utworu               | Muzyka       | Długość |
| -- | -------------------------- | ------------ | ------- |
| 1. | „Wagon Wheels”             | Peter DeRose | 10:11   |
| 2. | „There In No Greater Love” | Isham Jones  | 5:16    |
| 3. | „Way Out West”             | Rollins      | 6:31    |
|    |                            |              | 21:58   |

## Twórcy
Opracowano na podstawie materiału źródłowego.
Muzycy:
- Sonny Rollins – saksofon tenorowy
- Ray Brown – kontrabas
- Shelly Manne – perkusja

Produkcja:
- Lester Koenig – produkcja muzyczna, liner notes (spisane 6 czerwca 1957)[8]
- Roy DuNann – inżynieria dźwięku
- William Claxton – fotografia na okładce